# Nycteola glaucus
Nycteola glaucus är en fjärilsart som beskrevs av Alfred Ernest Wileman och Reginald James West 1929.
Nycteola glaucus ingår i släktet Nycteola och familjen trågspinnare. Inga underarter finns listade i Catalogue of Life.